# Франк Муллер
Франк Му́ллер (англ. Frank Muller, 10 вересня 1862, штат Вірджинія — 19 квітня 1917) — американський астроном.

## З біографії
З 1885 року Франк Муллер працював у обсерваторії імені Леандера МакКорміка університету Вірджинії. Був асистентом Ормонда Стоуна та Френсіса Лівенворта.
Відкрив 83 об'єкти Нового загального каталогу та 13 об'єктів Індексного каталогу.